# 日本の検定試験一覧
日本の検定試験一覧（にほんのけんていしけんいちらん）は、日本で実施されている資格試験（主に名称に「検定」を含むもの）の名称を分野別に一覧としたものである。
※本一覧における掲載順序は、各セクション内では日本語での一般的な読み方に基づいた五十音順としている。

## 語学

### 英語
- IELTS （公益財団法人 日本英語検定協会）
- 英会話検定（一般財団法人 日本英会話協会）
- 英語検定試験：全商英検 （財団法人 全国商業高等学校協会）
- 英語コミュニケーション能力テスト：GTEC （株式会社ベネッセコーポレーション）
- 英語ロジック検定:　JIL (一般社団法人　日本論理検定協会）
- 観光英語検定：観光英検（全国語学ビジネス観光教育協会）
- 金融英語検定：金融英検（スロープウェルファンド株式会社）
- ケンブリッジ大学ESOL試験（ケンブリッジ英語検定）：（ケンブリッジ大学試験機構）
- 技術英語能力検定：技術英検、旧工業英検 （一般社団法人 日本能率協会）
- 国際コミュニケーション英語能力テスト：TOEIC （Educational Testing Service、一般財団法人 国際ビジネスコミュニケーション協会 ）
- 国際連合公用語英語検定試験：国連英検 （財団法人 日本国際連合協会）
- 国際英検G-TELP（G-TELP日本事務局 公開テスト運営センター）
- 実用英語技能検定：英検 （公益財団法人 日本英語検定協会）
- 単検（英単語検定）（一般財団法人 日本英会話協会）
- 通訳案内士：通訳ガイド （独立行政法人　国際観光振興機構）
- ビジネス通訳検定：TOBiS（通訳技能向上センター）
- 医療通訳士技能検定 (NPO法人「日本通訳案内士連合」)
- TEP TEST：早稲田大学―ミシガン大学テクニカルライティング検定 （日本テクニカルコミュニケーション協会）
- TOEFL （非営利法人 国際教育交換協議会）
- 日商ビジネス英語検定試験 （日本商工会議所）
- 文芸翻訳検定（文芸翻訳検定協会）
- 翻訳技能認定試験：翻訳検定 （社団法人 日本翻訳協会）
- ほんやく検定 （社団法人 日本翻訳連盟）
- 翻訳実務検定：TQE （株式会社 サン・フレア）
- 福祉英語検定（NPO法人 医療・福祉英語検定協会）
- 日本医学英語検定試験（日本医学英語教育学会）
- BULATS（公益財団法人 日本英語検定協会）（ケンブリッジ英語検定）
- TEAP（公益財団法人 日本英語検定協会）（上智大学）

### 中国語
- 中国語検定試験：中検 （日本中国語検定協会）
- ビジネス中国語検定試験 （日本ビジネス中国語学会）
- 漢語水平考試 （HSK日本事務局）
- 華語文能力測験　（台北駐日経済文化代表処）
- C.TEST：実用中国語レベル認定試験（C.TEST日本事務局）
- C.TEST会話試験（C.TEST日本事務局）
- 実用中国語技能検定試験：実用中検（財団法人アジア国際交流奨学財団）
- 中国語コミュニケーション能力試験：TECC（中国語コミュニケーション協会）
- 医療通訳士技能検定：中国語：（NPO法人「日本通訳案内士連合」）
- 中国語語彙能力検定：CGNK（中国語語彙能力検定協会）

### 韓国語
- 韓国語能力試験 （財団法人 韓国教育財団）
- 「ハングル」能力検定試験 （NPO法人 ハングル能力検定協会）
- 世界韓国語認証試験

### フランス語
- 実用フランス語技能検定試験：仏検 （公益財団法人 フランス語教育振興協会）
- フランス語能力認定試験 （株式会社 日仏文化協会）
- フランス文部省認定フランス語資格試験 （関西日仏学館）

### ドイツ語
- ドイツ語技能検定試験：独検 （公益財団法人 ドイツ語学文学振興会）
- TestDaf（テストダフ・インスティトゥート）
- 大学入学のためのドイツ語試験：DSH
- ゲーテ・ドイツ語検定試験（ゲーテ・インスティトゥート）
- オーストリア政府公認ドイツ語能力検定試験 ：ÖSD

### イタリア語
- ダンテ・アリギエーリ協会イタリア語検定：PLIDA（ダンテ･アリギエーリ協会）
- 実用イタリア語検定：伊検 （特定非営利活動法人 イタリア語検定協会）

### スペイン語
- DELE（外国語としてのスペイン語検定試験） （セルバンテス文化センター主催、スペイン教育文化省認定）
- スペイン語技能検定 （財団法人 日本スペイン協会）

### ロシア語
- ロシア語能力検定試験 ：露検（ロシア語能力検定委員会）

### ポルトガル語
- 国際ポルトガル語検定試験 （リスボン大学 国際ポルトガル語検定評価センター）
- 外国人のためのポルトガル語検定試験CELPE-Bras:Certificado de Proficiência em Língua Portuguesa para Estrangeiros  （ブラジル教育省）

### タイ語
- 実用タイ語検定試験 （NPO法人 日本タイ語検定協会）
- ABKタイ語検定試験 （財団法人 アジア学生文化協会）
- 外国語 としてのタイ語学習者のためのタイ語試験 （シリントンタイ語研究所）

### 日本語
- アナウンス検定 (日本話しことば協会)
- 漢字習熟度検定：漢熟検（一般社団法人 日本語力検定協会）
- 現代用語能力検定：現検 (現代用語検定協会)
- 語彙・読解力検定 （朝日新聞社、ベネッセコーポレーション）
- 国語力検定 （Z会）
- 諺能力検定試験・ことわざ検定（財団法人 ことわざ能力検定協会）
- 作文・小論文検定 (現代用語検定協会)
- 実用日本語検定(J-Test) （日本語検定協会・J.TEST事務局）
- 実用日本語　語彙力検定 （旺文社）
- スピーチ検定試験 (NPO法人 日本スピーチ・話し方協会)
- 日本漢字能力検定：漢検 (公益財団法人 日本漢字能力検定協会)
- 日本語教育能力検定試験 （公益社団法人 日本語教育学会）
- 日本語検定：語検（特定非営利活動法人 日本語検定委員会）
- 日本語能力試験：JLPT （公益財団法人 日本国際教育支援協会）
- 日本実戦話力検定：話検 （日本実戦話力検定協会）
- 話しことば検定 (日本話しことば協会)
- BJTビジネス日本語能力テスト （公益財団法人 日本漢字能力検定協会）
- 文章読解・作成能力検定：文章検 (公益財団法人 日本漢字能力検定協会)
- J-cert生活・職能日本語検定 （公益財団法人 国際人財開発機構）
- ロジック検定 　JIL (一般社団法人 日本論理検定協会）

### 手話
- 手話技能検定 （特定非営利活動法人 手話技能検定協会）
- 全国手話検定試験 （社会福祉法人 全国手話研修センター）

### その他
- オランダ語公式検定試験 ：CNaVT
- カタルーニャ語検定試験 （関西カタルーニャセンター）
- インドネシア語技能検定試験 （日本インドネシア語検定協会）
- エスペラント学力検定試験 （一般財団法人日本エスペラント協会）
- アラビア語検定　（日本アラビア語検定協会）
- ギリシャ語能力検定試験
- スウェーデン語能力試験　（SWEDEX）
- 大学用スウェーデン語検定 TISUS Test i Svenska for universitets：Test in Swedish for University Studies（ストックホルム大学北欧言語学科）
- シンハラ語入門検定 （スリランカ・シンハラ語の会）
- チェコ語能力検定試験（チェコセンター）

## コンピューター
- 「パソコン検定」のページ参照。日本の情報に関する資格一覧のページも参照のこと。

### サーティファイ
情報処理能力認定委員会
- 情報処理技術者能力認定試験
- C言語プログラミング能力認定試験
- Javaプログラミング能力認定試験
- ジュニア・プログラミング検定
- 実践プログラミング技術者試験
- AI検定

ソフトウェア活用能力認定委員会
- Excel表計算処理技能認定試験
- Word文書処理技能認定試験
- Accessビジネスデータベース技能認定試験
- PowerPointプレゼンテーション技能認定試験
- Illustratorクリエイター能力認定試験
- Photoshopクリエイター能力認定試験

Web利用・技術認定委員会
- Webクリエイター能力認定試験
- ネットマーケティング検定

### Odyssey（オデッセイ コミュニケーションズ）
- Microsoft Office Specialist(MOS)
- Microsoft Business Certification
  - Microsoft Certified Application Specialist （MCAS、マイクロソフト認定 アプリケーション スペシャリスト シリーズ）
  - Microsoft Certified Application Professional （MCPS、マイクロソフト認定 アプリケーション プロフェッショナル シリーズ）
- IC3（アイシースリー）
- VBAエキスパート
- コンタクトセンター検定試験

### 日本商工会議所
- 日商PC検定試験
- 日商プログラミング検定
- ビジネスキーボード認定試験
- キータッチ2000テスト
- EC（電子商取引）実践能力検定試験

### 全日本情報学習振興協会
- マイナンバー検定試験
- 個人情報保護士認定試験
- 個人情報保護実務検定 （旧 個人情報保護法検定）
- 情報セキュリティ管理士認定試験
- 情報セキュリティ初級認定試験
- 企業情報管理士認定試験
- 福祉情報技術コーディネーター認定試験
- パソコン速記検定試験
- パソコン検定 タイピング試験
- パソコン検定 文書試験
- パソコン技能検定ビジネス実務試験
- パソコン技能検定Ⅱ種試験
- パソコン基礎検定試験
- パソコンインストラクター資格認定試験

### 日本情報処理検定協会
- 情報処理技能検定
- 文書デザイン検定
- ホームページ作成検定
- プレゼンテーション作成検定
- パソコンスピード認定試験
- 日本語ワープロ検定

### 全国工業高等学校長協会
- 情報技術検定
- パソコン利用技術検定
- 計算技術検定
- 初級ＣＡＤ検定

### 全国商業高等学校協会
- 情報処理検定
- ビジネス文書実務検定

### CG-ARTS協会
- CG-ARTS検定
  - マルチメディア検定
  - CGクリエイター検定
  - Webデザイナー検定
  - CGエンジニア検定
  - 画像処理エンジニア検定

### その他団体
- ICTプロフィシエンシー検定試験(パソコン検定協会)
- 文書処理能力検定(全国経理教育協会)
- ディジタル技術検定 （国際文化カレッジ）
- インターネット検定：.com Master （NTTコミュニケーションズ）
- モバイル検定 （モバイル検定協会）
- 情報検定：J検（財団法人 職業教育・キャリア教育財団）
- CAD利用技術者試験 （一般社団法人 コンピュータ教育振興協会）
- 3Dプリンター活用技術検定 （一般社団法人 コンピュータ教育振興協会）
- 情報活用力診断テストRasti （NPO法人 ICT利活用力推進機構）
- オープンソースデータベース技術者認定試験 (特定非営利活動法人エルピーアイジャパン)
- 検索技術者検定（情報科学技術協会）
- プログラミング能力検定（プログラミング総合研究所）
- コンピュータサービス技能評価試験（中央職業能力開発協会）

## 経理

### 全国経理教育協会
- 全経簿記能力検定
- コンピュータ会計能力検定
- 所得税法能力検定
- 法人税法能力検定
- 消費税法能力検定
- 相続税法能力検定
- 電卓計算能力検定
- 計算実務能力検定
- 中小企業ＢＡＮＴＯ認定試験
- 社会人常識マナー検定

### その他団体
- 公益法人会計検定試験(全国公益法人協会)
- 簿記検定(日本商工会議所)
- 電子会計実務検定(日本商工会議所)
- 珠算能力検定（日本商工会議所、日本珠算連盟共催）
- 全国珠算教育連盟主催珠算検定(全国珠算教育連盟)
- 全国珠算教育連盟主催暗算検定(全国珠算教育連盟)
- 段位認定試験(日本珠算連盟)
- 暗算検定(日本珠算連盟)
- 簿記実務検定(全国商業高等学校協会)
- 会計実務検定(全国商業高等学校協会)
- 珠算・電卓実務検定(全国商業高等学校協会)
- 珠算検定(全国商工会連合会)
- 簿記検定(全国商工会連合会)
- 国際会計検定:BATIC (東京商工会議所)
- ビジネス会計検定試験(大阪商工会議所)
- 簿記能力検定 （一般財団法人日本ビジネス技能検定協会）
- 会計ソフト実務能力試験 （社団法人 コンピュータソフトウェア協会）
- 建設業経理検定 （財団法人 建設業振興基金）
- 電卓技能検定 （一般財団法人 日本電卓技能検定協会）
- 電卓・ポケコン技能検定 （全国工業専門学校協会）
- 地方公会計検定 （一般財団法人 日本ビジネス技能検定協会）

## 金融

### 銀行業務検定協会
- 銀行業務検定 
  - 法務、融資管理
  - 財務
  - 税務
  - 年金アドバイザー
  - 証券
  - 営業店管理、金融リスクマネジメント
  - 事業承継アドバイザー、経営支援アドバイザー、窓口セールス、法人融資渉外、個人融資渉外、デリバティブ
  - 外国為替
  - 金融経済
  - ファイナンシャル・アドバイザー、預かり資産アドバイザー、相続アドバイザー、保険販売、投資信託、金融商品取引

### 金融財政事情研究会
- 金融業務能力検定
  - 銀行実務
  - 預金
  - 融資
  - 法務
  - 財務
  - 税務
  - コンプライアンス・オフィサー
  - 個人情報保護オフィサー
  - マイナンバー保護オフィサー
  - 法人営業力強化
  - シニア相談
  - リスク管理
  - DCプランナー

### その他
- マネーマネジメント検定(金融学習協会)
- 金融英語検定(スロープウェルファンド株式会社)
- 暗号通貨技能検定（一般社団法人日本クリプトコイン協会）
- 公的保険アドバイザー（一般社団法人公的保険アドバイザー協会）

## ビジネス・経営・経済
日本の法律・会計に関する資格一覧のページも参照のこと。

### 商工会議所主催
日本商工会議所
- 販売士検定試験
- EC（電子商取引）実践能力検定試験

東京商工会議所
- ビジネス実務法務検定
- ビジネスマネジャー検定試験

大阪商工会議所
- 段取り力検定（PWA検定）

### 実務技能検定協会
- サービス接遇実務検定
- ビジネス実務マナー技能検定
- ビジネス文書技能検定
- ビジネス電話検定
- 秘書技能検定

### ビジネス能力・技能（サーティファイ）
- ケア・コミュニケーション検定 （サーティファイ 日本語コミュニケーション能力認定委員会）
- ケア・コミュニケーション アセスメント試験 （サーティファイ 日本語コミュニケーション能力認定委員会）
- コミュニケーション検定 （サーティファイ 日本語コミュニケーション能力認定委員会）
- ビジネス著作権検定 （サーティファイ 著作権検定委員会）
- ビジネスコンプライアンス検定 （サーティファイ コンプライアンス検定委員会）
- ホテル実務技能認定試験 （サーティファイ ホテル実務能力認定委員会）

### 経営
- 経営学検定 （NPO法人 経営能力開発センター）
- 経営者検定試験 （財団法人　経営者育成協会）
- 小売業計数能力検定 （社団法人 公開経営指導協会）
- セールスレップ検定試験 （日本セールスレップ協会）
- 店長能力検定試験　（一般社団法人　日本店長能力検定協会）
- 販路コーディネータ検定試験 （日本販路コーディネータ協会）
- ビジネス心理検定 (日本ビジネス心理学会)
- マーケティング・ビジネス実務検定 （国際実務マーケティング協会）
- ホテルビジネス実務検定（一般社団法人　日本ホテル教育センター）

### 経済
- 商業経済検定(全国商業高等学校協会)
- 貿易実務検定 （日本貿易実務検定協会）
- 社会変動予測能力試験（財団法人 社会変動予測研究機構）
- 経済学検定試験 （NPO法人 日本経済学教育協会） 経済学検定試験

### その他
- ビジネス能力検定試験：B検 （財団法人 職業教育・キャリア教育財団）
- 洗車検定（日本自動車洗車協会）
- 社会人常識マナー検定試験（全国経理教育協会）
- ビジネス・キャリア検定試験 （中央職業能力開発協会）
- 国際秘書検定 （社団法人 日本秘書協会）
- マナー検定 （全日本マナー検定協会）
- ユニバーサルマナー検定 （日本ユニバーサルマナー協会）
- マナー・プロトコール検定 （日本マナー・プロトコール協会）
- アジアビジネス検定： （社団法人 アジアビジネス検定協会）
- サービス・ケア・アテンダント検定 （社団法人 公開経営指導協会）
- 品質管理検定 （財団法人 日本規格協会）
- 議員力検定 (有限責任事業組合議員力検定協会)
- 法学検定 （財団法人 日弁連法務研究財団）
- 与信管理実務検定試験 （リスク管理情報研究所）
- 与信管理士認定試験 （リスク管理情報研究所）
- ファイリング・デザイナー検定(日本経営協会)
- 電子化ファイリング検定(日本経営協会)
- 仲人士検定 (NPO法人 全国結婚相談業教育センター)
- 和食検定 （一般財団法人日本ホテル教育センター）
- いい仲間が集まる会社づくり検定（一般社団法人　日本あいさつ検定協会）
- ムスリムフレンドリー管理者証取得試験(一般社団法人　日本ムスリムフレンドリー協会)
- ビジネスカラー能力検定 (一般社団法人ビジネスカラー検定協会)
- 問題解決力検定（一般社団法人問題解決力検定協会）
- DX検定（一般社団法人日本イノベーション融合学会）
- DXビジネス検定（一般社団法人日本イノベーション融合学会）

## 医療
- 医療秘書技能検定(医療秘書教育全国協議会)
- 医事コンピュータ技能検定(医療秘書教育全国協議会)
- 電子カルテ実技検定(医療秘書教育全国協議会)
- 医療検定(日本医療環境福祉検定協会)
- 医療福祉検定 （一般社団法人 医療福祉検定協会）
- NCLEX-RN（アメリカ合衆国 Board of Nursing）
- 認知症ライフパートナー検定(日本認知症コミュニケーション協議会)
- 医学検定(一般社団法人　日本医学検定協会)
- 健康検定協会認定試験(一般社団法人　健康検定協会)
- インフルエンザ検定 (ＮＰＯ法人日本ハートマスク協会)
- 医療通訳士技能検定 (NPO法人「日本通訳案内士連合」)
- ダイエット検定 (日本ダイエット健康協会)
- 美容薬学検定試験（NPO法人 日本セルフケア支援薬剤師センター）
- 薬学検定 （NPO法人 日本セルフケア支援薬剤師センター）
- 姿勢診断士検定（一般社団法人 姿勢検定協会）
- 医学知識検定（日本医学知識検定協会）
- 診療報酬請求事務能力認定試験（公益財団法人日本医療保険事務協会）
- 健康管理能力検定（特定非営利活動法人日本成人病予防協会、一般財団法人全国健康管理能力検定協会）

## 福祉
- 福祉住環境コーディネーター検定試験(東京商工会議所)
- 福祉事務管理技能検定(医療秘書教育全国協議会)
- 手話技能検定 (NPO法人 手話技能検定協会)
- 点字技能検定 (社会福祉法人 日本盲人社会福祉施設協議会)
- 見守り適任者能力検定 (NPO法人 身上監護協会)
- 高齢者体力つくり支援士資格検定 (公益財団法人 体力つくり指導協会)
- カスタマーズ・サポーター検定 (公益社団法人 長寿社会文化協会)
- アロマテラピー検定 （社団法人 日本アロマ環境協会）
- アロマコーディネーター （日本アロマコーディネーター協会）
- ハーブ検定 （日本ハーブセラピスト協会）
- 日本ハーブ検定 （NPO法人 日本ハーブ振興協会）
- メディカルハーブ検定 （NPO法人 日本メディカルハーブ協会）
- メンタルヘルス・マネジメント検定(大阪商工会議所)
- 介護検定 （一般財団法人 日本介護検定協会）
- サービス介助士2級検定 （NPO法人 日本ケアフィットサービス協会）
- 厚生労働大臣認定「家政士」検定（公益社団法人日本看護家政紹介事業協会）

## 環境
- 環境社会検定：eco検定(東京商工会議所)
- 3R・低炭素社会検定（一般社団法人持続可能環境センター）
- 生物分類技能検定（財団法人自然環境研究センター）
- リユース検定 （日本リユース業協会）
- 環境カオリスタ検定（公益社団法人 日本アロマ環境協会）

## 農業
- 日本農業検定(日本農業検定協会　社団法人全国農協観光協会)
- 日本農業技術検定　(全国農業会議所)
- 農業簿記検定　(一般財団法人日本ビジネス技能検定協会)

## 食品
- 食生活アドバイザー検定 （FLAネットワーク）
- フードアナリスト検定 （日本フードアナリスト協会）
- 家庭料理技能検定 （学校法人 香川栄養学園）
- 料理技術検定（全国料理学校協会、全国料理技術検定協会）
- コーヒーインストラクター検定 （全日本コーヒー商工組合連合会）
- 食品表示検定 (食品表示検定協会/後援:JAS協会)
- 日本食文化検定（日本食文化検定協会）
- すしエキスパート検定（全日本寿司連盟協会）
- ホームクッキングコンサルタント（全国料理学校協会、全国料理技術検定協会）
- 料理検定（辻調理師専門学校）
- 菓子検定（辻調理師専門学校）
- スイーツ検定（日本スイーツ協会）
- 栄養検定（一般社団法人栄養検定協会）
- 茶道文化検定 （一般財団法人 今日庵）
- 食品安全検定（一般社団法人食品安全検定協会）
- チョコレート検定（株式会社 明治）
- パンシェルジュ検定（株式会社日本出版販売）

## 芸術

### 服飾
- 色彩検定 (公益社団法人色彩検定協会)
- カラーコーディネーター検定試験 （東京商工会議所）
- 和裁検定試験 (東京商工会議所)
- ファッションビジネス能力検定 (日本ファッション教育振興協会)
- ファッション販売能力検定 (日本ファッション教育振興協会)
- ファッション色彩能力検定 (日本ファッション教育振興協会)
- パターンメーキング技術検定 (日本ファッション教育振興協会)
- 洋裁技術検定 (日本ファッション教育振興協会)
- 毛糸編物技能検定試験 (日本編物検定協会)
- レース編物技能検定試験 (日本編物検定協会)
- フラワーカラー検定 （フラワーデコレーター協会）
- パーソナルカラリスト検定 （一般社団法人 日本パーソナルカラリスト協会）
- 色彩技能パーソナルカラー検定 （NPO法人 日本パーソナルカラー協会）
- 骨格診断ファッションアナリスト検定 （一般社団法人　骨格診断ファッションアナリスト認定協会）
- メイクセラピー検定試験 （NPO法人 日本人材教育協会）
- JNAネイリスト技能検定試験 （NPO法人 日本ネイリスト協会）
- きもの文化検定 （社団法人 全日本きもの振興会）
- タオルソムリエ資格試験（今治商工会議所・四国タオル工業組合）
- ジュエリーコーディネーター検定試験 （社団法人 日本ジュエリー協会）
- 宝石学資格　FGA、DGA （英国宝石学協会）
- PG（プラクティカル・ジェモロジー）検定（NPO法人 宝石宝飾教育振興会）

### 美術
- 映画検定 （キネマ旬報社・キネマ旬報映画総合研究所）
- カラーデザイン検定 （ICD国際カラーデザイン協会）
- 色彩士検定 （NPO法人 全国美術デザイン専門学校教育振興会）
- 色彩心理検定試験 （一般社団法人 日本カラーセラピー協会）
- 似顔絵検定（日本似顔絵検定協会）
- 日本文様資格検定 （社団法人 日本図案家協会）
- 美術検定 （株式会社 美術出版社）
- フォトマスター検定 （フォトマスター検定事務局）
- 漫画能力検定（日本漫画能力検定協会・漫画能力検定実行委員会）
- レタリング技能検定(国際文化カレッジ)

### 音楽
- 音響技術者能力検定 （一般社団法人 日本音響家協会）
- 音楽検定 （財団法人 音楽文化創造）
- 楽譜検定 （公益財団法人 日本音楽教育文化振興会）
- MIDI検定 （社団法人 音楽電子事業協会）
- MTVロック検定 （日本出版販売 株式会社）
- ヤマハ音楽能力検定 （財団法人 ヤマハ音楽振興会）
- ストリートダンス検定（一般社団法人 ストリートダンス協会）
- ラジオ音響技能検定 （国際文化カレッジ）

## その他

### 教養
- サウナ検定(国際サウナ連盟）
- 計算力・思考力検定(日本商工会議所)
- ＳＨＥ検定～性の健康教育検定～(NPO法人　しあわせなみだ）
- 声優能力検定(日本声優能力検定協会)
- あいさつ検定（一般社団法人　日本あいさつ検定協会）
- 深読み検定（一般社団法人　日本あいさつ検定協会）
- 楽感体力検定（一般社団法人　日本あいさつ検定協会）
- 七転び八起き検定（一般社団法人　日本あいさつ検定協会）
- フォーマルスペシャリスト検定（一般社団法人　日本フォーマル協会）
- エチケット・マナー検定（一般社団法人　エチケット・サービス向上協会）
- 算数・数学思考力検定 （国際算数・数学能力検定協会）
- 実用数学技能検定：数検 （財団法人 日本数学検定協会）
- 公務適性検定(公務適性検定委員会)
- 生物分類技能検定 （財団法人 自然環境研究センター）
- 世界遺産検定 （NPO法人 世界遺産アカデミー）
- 地図地理検定 （財団法人 日本地図センター）
- 天文宇宙検定（天文宇宙検定委員会）
- 数学能力検定試験：TOMAC （数理検定協会）
- 建築検定 （一般社団法人　東京構造設計事務所協会 建築検定委員会）
- どぼく検定 (全国土木施工管理技士会連合会)
- 面接検定 （全国就職活動支援協会）
- 日本理科学検定：理検 （日本理科学検定協会）
- 実用理科技能検定（日本理科検定協会）
- ニュース時事能力検定：N検 （NPO法人 日本ニュース時事能力検定協会）
- 日本伝統文化検定：伝検（一般社団法人日本伝統文化検定協会）
- 歴史能力検定：歴検 （歴史能力検定協会）
- 考古検定　(日本文化財保護協会)
- ロジック検定大学入試数学版  JIL (一般社団法人　日本論理検定協会）
- 戦史検定　（特定非営利活動法人JYMA日本青年遺骨収集団、近現代史研究会）
- 社会科能力検定　（日本社会科能力検定協会）
- バイオ技術者認定試験 （NPO法人 日本バイオ技術教育学会）
- 統計検定  （一般財団法人 統計質保証推進協会）
- スリランカ初級検定（NPO法人 スリランカ・シンハラ語友の会）
- 中国百科検定：（日本中国友好協会）

### 技能
- 毛筆書写技能検定 (日本書写技能検定協会)
- 硬筆書写技能検定 (日本書写技能検定協会)
- イベント業務管理者資格試験 (日本イベント産業振興協会)
- イベント検定 (日本イベント産業振興協会)
- 日本語運用能力検定（財団法人 才能開発教育研究財団、日本語運用能力検定協会）
- 速記技能検定 （社団法人 日本速記協会）
- テープ起こし技術者資格検定試験 （一般社団法人 音声テキスト化協会）
- テクニカルコミュニケーション技術検定試験 （一般財団法人 テクニカルコミュニケーター協会）
- 英文速記公式検定（中央アカデミー）
- 観光特産士検定（一般社団法人 日本観光文化協会）
- 観光コーディネーター（一般社団法人 日本観光文化協会）
- 旅程管理主任者 （社団法人 日本添乗サービス協会）
- グリーンセイバー検定 （NPO法人 樹木・環境ネットワーク協会）
- POP広告クリエーター技能審査試験 （社団法人 公開経営指導協会）
- 校正技能検定 （日本エディタースクール）
- リビングスタイリスト資格検定　（NPO法人 日本ライフスタイル協会）
- DIYアドバイザー （社団法人 日本DIY協会）
- 教員資格認定（全国料理学校協会、全国料理技術検定協会）
- カットフラワーアドバイザー認定試験 （NPO法人 日本切花装飾普及協会）
- トレース技能検定 (中央工学校生涯学習センター)
- ドローン検定（ドローン検定協会）
- モールス電信技能認定（一般社団法人日本アマチュア無線連盟）
- ねじ製造技能検定試験（一般社団法人日本ねじ工業協会）
- けん玉検定（一般社団法人グローバルけん玉ネットワーク）
- クレーンゲーム達人検定（一般社団法人日本クレーンゲーム協会）
- 安全運転能力検定（一般社団法人 安全運転推進協会）

### 趣味・その他
- 全国総合アニメ文化知識検定試験 （アニメ検定実行委員会）
- 全国統一オタク検定 （株式会社ビブロス）
- 旅行地理検定 （旅行地理検定協会）
- 時刻表検定 （時刻表検定協会）※平成21年に実施終了。
- 洗車検定（日本自動車洗車協会）
- 鉄道旅行検定 （旅行地理検定協会）※現在は実施されていない。2010.8時点
- 消費生活能力検定 （財団法人 日本消費者協会）
- 天然石検定 （天然石検定協議会）
- サンタクロース検定 （サンタクロース研究所）
- 夜景鑑賞士検定（産経新聞社）
- サッカー検定（アジアスポーツマーケティング株式会社）
- 宝塚歌劇検定（宝塚歌劇検定委員会）
- 松竹歌舞伎検定（松竹株式会社）
- 終活カウンセラー検定（一般社団法人終活カウンセラー協会）
- 神社検定（神道文化検定）（一般社団法人　日本文化興隆財団）
- 住育検定（一般社団法人住まい教育推進協会）
- くるまマイスター検定（一般社団法人日本マイスター検定協会）
- 天気検定(天気検定協会)
- 花検定(日本フラワーデザイナー協会)
- 船の文化検定(船の文化検定実行委員会)
- タロット検定（sore international）
- 楽感体力検定（一般社団法人 日本あいさつ検定協会）
- 化粧品成分検定（一般社団法人 化粧品成分検定協会）
- ホームパーティー検定(一般社団法人日本ホームパーティー協会)
- ねこ検定（ねこ検定実行委員会）